# Janvier Charles Mbarga
Janvier Charles Mbarga (Yaoundé, 17 gennaio 1985) è un calciatore camerunese, di ruolo portiere.